# Таємне джерело
Таємне джерело — роман українського письменника Андрія Кокотюхи, виданий у 2015 році видавництвом "Клуб сімейного дозвілля".

## Сюжет
Головний герой роману Ігор Князевич розслідує кілька дивних убивств, які здаються не пов’язаними одне з одним. Всі докази приводять його до дрімучого лісу, де чоловік знаходить загадкове джерело, оповите народними легендами й чутками.
За повір’ям, цей містичний струмок може оживити добру людину та знищити тих, в кого зле серце. Багато хто намагався розкрити таємницю цього моторошного місця, проте це призводило до одних лише трагедій. Тепер Ігор, стоячи біля кількох трупів поряд з джерелом, вирішив взятися за цю небезпечну справу. Та чи до снаги Князевичу розплутати цей міфічний клубок?

### Стилізація роману
Роман відкриває блискуча стилізація під народну казку – історія бідного Адамека, який став хранителем джерела, що продовжує життя праведним, але губить нечестивців. Символи «живої» і «мертвої» води традиційні для українських народних казок, однак цим фольклорне начало в романі не вичерпується. 
У творі присутня, традиційно для героїчної казки, подорож героя задля здійснення важливої місії (так званий «квест»), і цілий набір казкових персонажів – від «спорядника» (підполковник Бурков) до «мудрого порадника» (пані Анеля), «відьми»-цілительки (Галина Дорош) і «царівни» (Марія Романів). І яка ж казка – без зачаклованого лісу, повного таємничих тіней і примар, де панує нечиста сила, яка охороняє джерело? Утім, чарівна казка – лише привід висловитись про куди серйозніші речі.